# Charles Millon

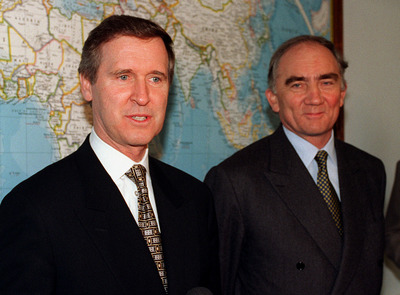
William Cohen (z lewej) i Charles Millon

Charles Marie Philippe Millon (ur. 12 listopada 1945 w Belley) – francuski polityk, były minister obrony i przewodniczący regionu Rodan-Alpy.

## Życiorys
Ukończył studia wyższe z zakresu nauk ekonomicznych. Pracował jako doradca prawny i podatkowy.
Zaangażował się w działalność centrowej Unii na rzecz Demokracji Francuskiej, a w jej ramach Partii Republikańskiej. W 1977 został merem swojej rodzinnej miejscowości, funkcję tę pełnił do 2001. W latach 1978–1995 sprawował mandat posła do Zgromadzenia Narodowego. W okresie 1978–2003 był radnym regionu Rodan-Alpy, a w okresie 1985–1988 radnym departamentu Ain.
Od 1988 zajmował stanowisko przewodniczącego regionu Rodan-Alpy. Pomiędzy 18 maja 1995 a 2 czerwca 1997 sprawował urząd ministra obrony w obu rządach Alaina Juppé. W 1997 po raz kolejny uzyskał mandat poselski.
W marcu 1998 w radzie regionu zawiązał nieformalne porozumienie z działaczami skrajnie prawicowego Frontu Narodowego, co umożliwiło jego ponowny wybór na funkcję przewodniczącego rady regionalnej. W konsekwencji został usunięty z UDF. Założył wówczas ruch polityczny La Droite, grupujący jego zwolenników. Już w grudniu 1998 utracił zajmowane stanowisko w związku z unieważnieniem wyborów w radzie regionalnej. W 1999 stanął na czele powołanej na bazie prawicy partii politycznej Prawica Liberalno-Chrześcijańska.
W 2001 został radnym Lyonu (zasiadał w niej do 2008). Złożył też wówczas mandat poselski. W 2002 bez powodzenia kandydował w kolejnych wyborach parlamentarnych z poparciem UMP. W 2003 został mianowany ambasadorem Francji przy Organizacji Narodów Zjednoczonych do spraw Wyżywienia i Rolnictwa.
Po zakończeniu misji dyplomatycznej, w 2007 wszedł w skład rady think tanku pod nazwą Instytut Tomasza Morusa. W 2008 bez powodzenia ubiegał się o mandat senatora (z ramienia UMP).